# Alexander Stephan
Pour les articles homonymes, voir Stephan.
Alexander Stephan est un footballeur allemand, né le 15 septembre 1986 à Erlangen. Il évolue au poste de gardien de but.

## Palmarès
- FC Nuremberg
  - Vainqueur de la Coupe d'Allemagne en 2007.

## Statistiques
| Saison    | Club         | Pays          | Championnat | Coupes nationales | Coupe d'Europe |
| --------- | ------------ | ------------- | ----------- | ----------------- | -------------- |
| 2006-2007 | FC Nuremberg | Bundesliga    | -           | -                 | -              |
| 2007-2008 | FC Nuremberg | Bundesliga    | -           | -                 | -              |
| 2008-2009 | FC Nuremberg | 2. Bundesliga | -           | -                 | -              |
| 2009-2010 | FC Nuremberg | Bundesliga    | 5 matchs    | -                 | -              |
| 2010-2011 | FC Nuremberg | Bundesliga    | 1 match     | -                 | -              |
| 2011-2012 | FC Nuremberg | Bundesliga    | 8 matchs    | 1 match           | -              |
| 2012-2013 | FC Nuremberg | Bundesliga    | -           | -                 | -              |

Dernière mise à jour le 16 décembre 2012